# Ajay Devgn
Ajay Devgn (New Delhi, 2 april 1969) is een Indiaas acteur die voornamelijk in Hindi films speelt.

## Biografie
Devgn begon zijn carrière als acteur in "Phool Aur Kaante" (1991). Hij veranderde zijn naam van Vishal naar Ajay omdat er rond die tijd meerdere Vishal's hun entree maakten in Bollywood. Hij verwierf bekendheid als actieheld in succesvolle films als "Jigar", "Sangram", "Dilwale" en "Diljale".
Devgn stapte in 1999 in het huwelijksbootje met actrice Kajol.
In 2000 startte hij zijn eigen Filmproductiemaatschappij Ajay Devgn FFilms.
Op verzoek van zijn moeder, voor een beter gezondheid, veranderde hij de spelling van zijn achternaam in 2009 ondanks dat hij niet gelooft in numerologie en astrologie.

## Filmografie

### Films
| Jaar | Film                        | Rol                          | Opmerking                             |
| ---- | --------------------------- | ---------------------------- | ------------------------------------- |
| 1991 | Phool Aur Kaante            | Ajay                         |                                       |
| 1992 | Jigar                       | Raj Verma                    |                                       |
| 1993 | Divya Shakti                | Prashant Varma               |                                       |
| 1993 | Platform                    | Raju                         |                                       |
| 1993 | Sangram                     | Raja S. Singh Kanwar         |                                       |
| 1993 | Shaktiman                   | Amar                         |                                       |
| 1993 | Dil Hai Betaab              | Ajay                         |                                       |
| 1993 | Ek Hi Raasta                | Karan Singh                  |                                       |
| 1993 | Bedardi                     | Vijay Saxena                 |                                       |
| 1993 | Dhanwaan                    | Kashinath                    |                                       |
| 1994 | Dilwale                     | Arun Saxena                  |                                       |
| 1994 | Kanoon                      | Vishal Singh                 |                                       |
| 1994 | Vijaypath                   | Karan                        |                                       |
| 1994 | Suhaag                      | Ajay Sharma/Ajay Malhotra    |                                       |
| 1994 | Madam X                     |                              | regieassistent                        |
| 1995 | Naajayaz                    | Jay Bakshi                   |                                       |
| 1995 | Hulchul                     | Deva                         |                                       |
| 1995 | Gundaraj                    | Ajay Chauhan                 |                                       |
| 1995 | Haqeeqat                    | Shiva/Ajay                   |                                       |
| 1996 | Jung                        | Ajay Bahadur Saxena          |                                       |
| 1996 | Diljale                     | Shyam                        |                                       |
| 1996 | Jaan                        | Karan                        |                                       |
| 1997 | Ishq                        | Ajay Rai                     |                                       |
| 1997 | Itihaas                     | Karan                        |                                       |
| 1998 | Major Saab                  | Virendra Pratap Singh        |                                       |
| 1998 | Pyaar To Hona Hi Tha        | Shekhar                      |                                       |
| 1998 | Sar Utha Ke Jiyo            | zichzelf                     | gastoptreden                          |
| 1998 | Zakhm                       | Ajay R. Desai                |                                       |
| 1999 | Hogi Pyaar Ki Jeet          | Raju                         |                                       |
| 1999 | Hum Dil De Chuke Sanam      | Vanraj                       |                                       |
| 1999 | Hindustan Ki Kasam          | Ajay/Tauheed                 | ook producent                         |
| 1999 | Gair                        | Vijay Kumar/Dev              |                                       |
| 1999 | Thakshak                    | Ishaan Singh                 |                                       |
| 1999 | Kachche Dhaage              | Aftab                        |                                       |
| 1999 | Dil Kya Kare                | Anand                        | ook producent                         |
| 2000 | Deewane                     | Vishal/Arun                  |                                       |
| 2000 | Raju Chacha                 | Shekhar/Raju Chacha          | ook producent                         |
| 2001 | Yeh Raaste Hain Pyaar Ke    | Vicky/Rohit Verma            |                                       |
| 2001 | Lajja                       | Bhulwa                       |                                       |
| 2001 | Tera Mera Saath Rahen       | Raj Dixit                    |                                       |
| 2002 | Company                     | Malik                        |                                       |
| 2002 | Hum Kisise Kum Nahin        | Raja                         |                                       |
| 2002 | The Legend of Bhagat Singh  | Bhagat Singh                 |                                       |
| 2002 | Deewangee                   | Tarang Bharadwaj             |                                       |
| 2003 | Bhoot                       | Vishal                       |                                       |
| 2003 | Qayamat: City Under Threat  | Rachit                       |                                       |
| 2003 | Chori Chori                 | Ranbir Malhotra              |                                       |
| 2003 | Gangaajal                   | Amit Kumar                   |                                       |
| 2003 | Parwana                     | Parwana                      |                                       |
| 2003 | Zameen                      | Ranvir Singh Ranawat         |                                       |
| 2003 | LOC Kargil                  | Manoj Kumar Pandey           |                                       |
| 2004 | Khakee                      | Yashwant Angre               |                                       |
| 2004 | Masti                       | Sikander                     |                                       |
| 2004 | Yuva                        | Michael Mukherjee            |                                       |
| 2004 | Raincoat                    | Manoj                        |                                       |
| 2004 | Taarzan: The Wonder Car     | Deven Chaudhary              | gastoptreden                          |
| 2005 | Insan                       | Ajit Rathore                 |                                       |
| 2005 | Blackmail                   | Shekhar R Mohan              |                                       |
| 2005 | Zameer: The Fire Within     | Suraj Chauhan                |                                       |
| 2005 | Tango Charlie               | Mohammed Ali                 |                                       |
| 2005 | Kaal                        | Kaali Pratap Singh           |                                       |
| 2005 | Main Aisa Hi Hoon           | Indraneel Thakur             |                                       |
| 2005 | Apaharan                    | Ajay Shastri                 |                                       |
| 2005 | Shikhar                     | Gaurav Gupta                 |                                       |
| 2006 | Dharti Kahe Pukar Ke        | Kunal Singh                  | Bhojpuri film                         |
| 2006 | Golmaal: Fun Unlimited      | Gopal                        |                                       |
| 2006 | The Awakening               | zichzelf                     | ook producer, korte film              |
| 2006 | Omkara                      | Omkara Shukla                |                                       |
| 2007 | Cash                        | Karan/Doc                    |                                       |
| 2007 | Aag                         | Heerendra Dhaan              |                                       |
| 2008 | Halla Bol                   | Ashfaque Khan/Sameer Khan    |                                       |
| 2008 | Sunday                      | Rajvir Randhawa              |                                       |
| 2008 | U Me Aur Hum                | Ajay                         | ook regisseur,schrijver en producent  |
| 2008 | Haal-e-Dil                  | zichzelf                     | gastoptreden                          |
| 2008 | Mehbooba                    | Karan                        |                                       |
| 2008 | Golmaal Returns             | Gopal                        |                                       |
| 2009 | All the Best: Fun Begins    | Prem Chopra                  | ook producent                         |
| 2009 | London Dreams               | Arjun                        |                                       |
| 2010 | Teen Patti                  | Sunny                        | gastoptreden                          |
| 2010 | Atithi Tum Kab Jaoge?       | Puneet                       |                                       |
| 2010 | Raajneeti                   | Sooraj Kumar                 |                                       |
| 2010 | Once Upon a Time in Mumbaai | Sultan Mirza                 |                                       |
| 2010 | Aakrosh                     | Pratap Kumar                 |                                       |
| 2010 | Golmaal 3                   | Gopal                        |                                       |
| 2010 | Toonpur Ka Super Hero       | Aditya                       |                                       |
| 2011 | Yamla Pagla Deewana         | verhalenverteller            |                                       |
| 2011 | Dil Toh Baccha Hai Ji       | Naren Ahuja                  |                                       |
| 2011 | Ready                       | Raju                         | gastoptreden                          |
| 2011 | Singham                     | Bajirao Singham              |                                       |
| 2011 | Rascals                     | Bhagat                       |                                       |
| 2012 | Tezz                        | Aakash Rana                  |                                       |
| 2012 | Bol Bachchan                | Prithviraj Raghuvanshi       | ook producent                         |
| 2012 | Son of Sardaar              | Jassi                        | ook producent                         |
| 2013 | Himmatwala                  | Ravi                         |                                       |
| 2013 | Satyagraha                  | Manav Raghvendra             |                                       |
| 2013 | Mahabharat                  | Arjun                        | animatie film, stemacteur             |
| 2014 | Singham Returns             | Bajirao Singham              | ook producent                         |
| 2014 | Action Jackson              | Vishy / Jai (AJ)             |                                       |
| 2014 | Vitti Dandu                 |                              | producent, Marathi film               |
| 2015 | Hey Bro                     |                              | nummer "Birju"                        |
| 2015 | Parched                     |                              | producent                             |
| 2015 | Drishyam                    | Vijay Salgaonkar             |                                       |
| 2016 | Fitoor                      | Moazam                       | gastoptreden                          |
| 2016 | Shivaay                     | Shivaay                      | ook regisseur, schrijver en producent |
| 2017 | Guest in London             | Ajay Gandotra                | gastoptreden                          |
| 2017 | Baadshaho                   | Bhavani Singh                |                                       |
| 2017 | Poster Boys                 | zichzelf                     | gastoptreden, stem                    |
| 2017 | Golmaal Again               | Gopal                        |                                       |
| 2018 | Aapla Manus                 | zichzelf                     | gastoptreden, Marathi film, producent |
| 2018 | Raid                        | Amay Patnaik                 |                                       |
| 2018 | Helicopter Eela             |                              | producent                             |
| 2018 | Simmba                      | Bajirao Singham              | gastoptreden                          |
| 2019 | Total Dhamaal               | Guddu Rastogi                | ook producent                         |
| 2019 | De De Pyaar De              | Ashish Mehra                 |                                       |
| 2020 | Tanhaji                     | Tanaji Malusare              | ook producent                         |
| 2020 | Chhalaang                   |                              | producent                             |
| 2021 | Tribhanga                   |                              | producent                             |
| 2021 | The Big Bull                |                              | producent                             |
| 2021 | Bhuj: The Pride of India    | Vijay Karnik                 | ook producent                         |
| 2021 | Sooryavanshi                | Bajirao Singham              | gastoptreden                          |
| 2022 | Gangubai Kathiawadi         | Rahim Lala                   | gastoptreden                          |
| 2022 | RRR                         | Venkata Rama Raju            | gastoptreden, Telugu film             |
| 2022 | Runway 34                   | Vikrant Khanna               |                                       |
| 2022 | Thank God                   | Chitragupta                  |                                       |
| 2022 | Drishyam 2                  | Vijay Salgaonkar             |                                       |
| 2022 | Cirkus                      | Gopal Kumar Santoshi         | gastoptreden                          |
| 2023 | Bholaa                      | Bholaa                       | ook producent en regisseur            |
| 2024 | Article 370                 |                              | buitenbeeldse verteller               |
| 2024 | Shaitaan                    | Kabir Rishi                  | ook producent                         |
| 2024 | Maidaan                     | Syed Abdul Rahim             |                                       |
| 2024 | Auron Mein Kahan Dum Tha    | Krishna                      | ook producent                         |
| 2024 | Singham Again               | Bajirao Singham              | ook producent                         |
| 2024 | Naam                        | Amar Kumar/ Shekhar/ Michael |                                       |
| 2025 | Azaad                       | Vikram Singh                 |                                       |
| 2025 | Chhaava                     |                              | buitenbeeldse verteller               |
| 2025 | Raid 2                      | Amay Patnaik                 |                                       |
| 2025 | Maa                         |                              | producent                             |
| 2025 | Son of Sardaar 2            | Jaswinder Singh Randhawa     | ook producent                         |

### Webseries
| Jaar | Serie                       | Rol                 | Platform        |
| ---- | --------------------------- | ------------------- | --------------- |
| 2022 | Rudra: The Edge of Darkness | DCP Rudraveer Singh | Disney+ Hotstar |